# Aurèlia Muñoz Ventura
Aurèlia Muñoz Ventura (Barcelona 1926 - 9 de juny de 2011) va ser una artista catalana, la trajectòria de la qual està fortament vinculada a la recerca tèxtil, un àmbit en què la seva aportació ha estat fonamental. Va ser, també, una gran defensora de l'art i l'artesania en igual mesura, aconseguint en la seva obra una simbiosi entre ambdues manifestacions.

## Biografia
Nascuda a Barcelona el 1926, estudià a l'Institut Montserrat, escola que seguia els mètodes de l'escola Montessori de Barcelona, on ja va començar a treballar amb les mans i a ordenar l'espai. Estudià, després, a l'Escola d'Arts Aplicades i a l'Escola Massana de Barcelona.
Des del 1970 emprengué una tasca de renovació i de recerca dins el gènere del tapís, basada en la investigació dels nusos i les robes antigues i en les possibilitats de l'obra tridimensional, de tal manera que ha reivindicat l'artesania i el teixit com a formes d'expressió cultural.
El macramé és la base de les seves tapisseries. Ha fet estendards, indumentàries, grans cilindres i peces transformables, amb suport de cordes de sisal. És una de les artistes tapisseres catalanes amb més projecció internacional.
El 2019 la família de l'artista dona al Museu Nacional d'Art de Catalunya set peces de l'obra d'Aurèlia  Muñoz.

## Obra

### Inicis
Muñoz aprèn de forma autodidacta i inicialment utilitza el dibuix i la pintura coma suports d'expressió. A partir de 1958, però, decideix experimentar altres tècniques que la portaran al camp tèxtil, després d'intents amb altres suports com la terra cuita o la serigrafia.

### Anys 60
Cap al 1960 l'artista decideix pintar una arpillera, fet que esdevé l'inici de la seva familiaritat amb el món tèxtil. La temàtica d'aquestes xarpelleres pintades, com ara Eucaristia i peix (1964) o Font de la vida (1966) gira entorn d'arquitectures gòtiques i romàniques reduïdes a dibuixos esquemàtics, figures i formes geomètriques.
Existeix una tendència a l'abstracció en l'obra d'aquest moment, a més d'un pensament constructiu de l'obra, que avença la poètica rítmica de Klee que trobarem més endavant en els patchworks anomenats abstraccions «constructives».
En aquest punt, l'obra de Muñoz se sent fortament influïda pel Tapís de la creació de Girona i pel Tapís de Bayeux i trobem brodats amb llargues i atapeïdes puntades en llana de colors tenyida per ella mateixa de forma manual.
En algunes ocasions reflecteixen temes d'art sacre. Conviuen durant la primera meitat dels 60 amb collages de teles pintades i cosides entre si, de configuració abstracta, que d'una forma intuïtiva la portaran al patchwork com a procediment.
En aquest moment el dibuix i les aquarel·les continuen tenint una gran importància en la seva obra, ja que els utilitza com a base per als brodats. N'obté el motiu, el ressegueix amb tinta xinesa, el fotografia i el projecta per fer el tapís, demostrant un gran interès pel canvi d'escala.
Cap a la meitat dels anys seixanta apareix en la seva obra la qüestió tridimensional i hi trobem uns primers experiments en forma de decorats i vestuaris per a teatre, com ara els Figurins per a la representació de «La Rosa i l'anell» (1967), reliquiaris o caixes de miralls. En aquest moment també descobreix el macramé i altres tècniques de nuar antigues, com els nusos emprats pels pescadors de la Barceloneta, que introduirà a la seva obra a partir de la dècada dels 70.
Així doncs, durant els anys 60 Aurèlia Muñoz es forja un llenguatge propi. També realitza les seves primeres exposicions internacionals, participant el 1965 a la II Biennal Internacional del Tapís.

### Anys 70
A partir de la dècada dels 70 l'obra de Muñoz pren tridimensionalitat i una dimensió monumental amb exemples com Macratotem (1969), que serà exposada a la primera exposició internacional d'experiències artistico-tèxtils, al Museo Español de Arte Contemporáneo de Madrid, el 1969.
Durant aquests anys Muñoz desenvolupa el llenguatge assolit els anys 60 pel que fa a la matèria, el volum i l'espai. Els seus tapissos abandonen el mimetisme de la pintura i el mur, renunciant als aspectes decoratius que aquest suport porta implícits des del Renaixement i establint una relació amb l'arquitectura. L'artista pretén fer amb els seus tapissos un art integral i autònom, que reflexioni sobre si mateix.
Hi ha en la seva obra, que s'inclou dins la Nouvelle Tapisserie, una clara reivindicació de l'artesania i una renúncia a l'indústria, una defensa de la calidesa de les formes corbes dels nusos enfront de la fredor de les arestes metàl·liques i la relació d'aquestes primeres amb la natura. Aurèlia Muñoz s'interessa, també, pels aspectes culturals del teixit.
Comença a utilitzar en aquesta etapa maquetes de mides reduïdes que li permeten l'estudi tridimensional per a després, mitjançant el canvi d'escala, realitzar la peça definitiva. De fet, les seves maquetes s'han arribat a comparar amb les que utilitzava l'arquitecte Antoni Gaudí pels seus projectes, en tant que acosten l'artista al procés de treball dels arquitectes.
En la segona meitat dels anys setanta les obres de Muñoz han patit ja una evolució, s'han alliberat dels fils i arrels que les lliguen a terra, prenen horitzontalitat i moltes vegades són suspeses del sostre. En seria un exemple l'Ens místic (1977). En aquest punt es comencen a introduir formes alades que donaran pas a un pròxima etapa de l'artista, la dels ocells.
És una dècada dominada per l'art conceptual i de veritable expansió internacional per a Aurèlia Muñoz, en la qual exposa als Estats Units, a la Biennal de Sao Paulo (1973), i té una difusió arreu d'Europa, Amèrica del Nord i Japó i rep diversos encàrrecs per a edificis públics.
A finals dels anys 70 Muñoz inicia l'etapa dels ocells i les veles, en què pren com a inspiració el llibre, que veu com un objecte tridimensional, desplegable, i incorpora l'ús de nous materials com les lones i veles, suportades per estructures metàl·liques.

### Anys 80
Durant la dècada dels 80 en l'obra de Muñoz s'hi produeix un acostament a la matèria del paper, en certa manera pròxima a la fibra vegetal i les matèries tèxtils que havia treballat fins al moment, tot plegat de forma progressiva i a causa del seu interès ja esmentat pels llibres com a objecte d'inspiració.
Finalment el 1983 abandona definitivament el nus, l'ús del tèxtil per tornar a la sensual manipulació de la matèria, en aquest cas el paper, amb un alt valor orgànic que l'artista valora especialment. Muñoz elabora i treballa el paper a mà i el tenyeix ella mateixa amb colors sempre molt lligats a la natura, des de blaus fins a colors més lligats a la terra. Amb aquesta nova matèria l'artista retorna al pla i al relleu mesurat, amb unes sèries relacionades, sobretot, amb temes marins com ara Roig i blau (1983) o Escates (1983)
A partir de 1987 Aurèlia Muñoz comença a buscar novament la tridimensionalitat, la conquesta de l'espai, mitjançant una sèrie de mòbils cubistes com la Figura malva (1989), elaborats a partir de l'encaix de formes rectangulars de paper, retornant al pensament escultòric de la seva obra.

## Distincions principals
- 1968 Medalla d'Argent de la Villa de París.
- 1975 i 1985 Medalles de Bronze a les III i VI Triennals del Tapís de Lodz (Polònia).
- 1976 Premi Convergence 76, Pittsburg (USA).
- 1980 Premi Ministerio de Cultura “Arts del Llibre i Enquadernació”, Barcelona.
- 1982 Premi Biennal de l'Esport, Madrid.
- 1993 Creu Sant Jordi, Generalitat de Catalunya.[5]

## Museus i llocs públics on es pot veure la seva obra
Alguns dels museus i col·leccions públiques on es troba l'obra de l'artista inclouen:
als Països Catalans
- MNAC, Barcelona[7]
- MACBA, Barcelona[8]
- Col·lecció d'art contemporani del Museu de Granollers
- Museu d'Art Contemporani de Terrassa
- Museu d'Art Modern de Tarragona[9]
- Museu d'Art Contemporani de Vilafamés[10]
- Museu d'Art Contemporani d'Elx
- Ajuntament d'Alacant
- Fons d'art de Premsa Catalana, S.A., fons d'art del diari Avui, Barcelona
- Fons d'Art de Xarxa Cultural, Barcelona
- Fons d'Art de la Generalitat de Catalunya
- Parador Nacional d'Arties, Vall d'Aran
- Banco Vitalicio de España, Barcelona
- Port Autònom de Barcelona
- Banco Condal, Badalona

a Espanya
- Museo de Arte Contemporáneo de Madrid
- Fons d'art de la Fundación Juan March, Madrid* Museo de Arte Contemporáneo de Sevilla
- Museo de la Associación Cánaria de Amigos del Arte Contemporáneo de Santa Cruz de Tenerife
- Getafe 3, Madrid
- Colección de Arte Contemporáneo de Jacques Hachuel, Madrid[1]
- Edificio de España S.A., Salamanca
- Ajuntament de Pontevedra

a Europa
- Stedelijk Museum d'Amsterdam
- Provinciehuis Noord-Brabant, Països Baixos
- Ajuntament de Schijndel, Països Baixos
- Castell Nou d'Ansemburg, a Luxemburg
- Fondation Mary Toms - Pierre Pauli. Tapisseries, Art Textile, a Lausana[11]
- Uměleckoprůmyslové muzeum v Praze (Museu d'Arts Decoratives de Praga)
- Royal Scottish Museum d'Edimburg

a la resta del món
- Museu Nacional d'Art Modern de Kyoto
- Col·lecció Hurschler, a Pasadena, Califòrnia
- Col·lecció Jack Lenor Larsen, Nova York
- Oficina de Turisme d'Espanya a Nova York
- American European Bank, Chicago
- Col·lecció de l'Emir de Dubai, Emirats Àrabs Units